# Prolagus figaro
Espèce
Prolagus figaro est une espèce fossile de lagomorphes de la famille des Prolagidae. Ce pika a vécu au Pléistocène et a été découvert en Sardaigne.
Provenant de couches géologiques plus anciennes que le pika sarde, il en est considéré comme l'ancêtre direct.